# (187) Ламберта
(187) Ламберта (нем. Lamberta) — достаточно крупный астероид главного пояса, который принадлежит к тёмному спектральному классу C, что свидетельствует о наличии в его поверхности большого количества простейших углеродных соединений. Он был открыт 11 апреля 1878 года французским астрономом Ж. Коджа в Марсельской обсерватории (это был второй из пяти открытых им астероидов) и назван в честь видного швейцарского учёного И. Г. Ламберта.

Орбита астероида Ламберта и его положение в Солнечной системе
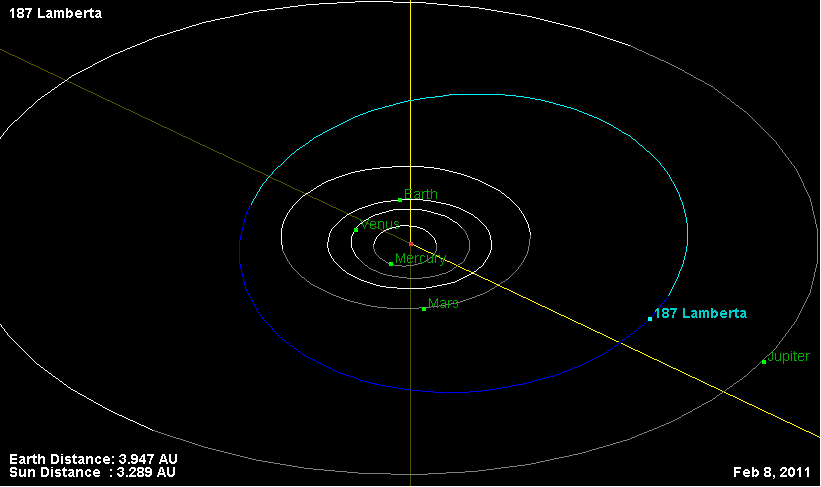
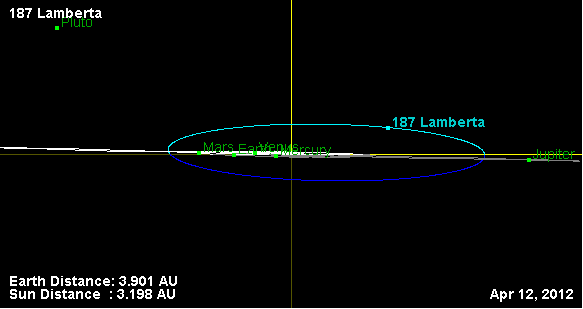